# Вадовиці-Гурне
Вадовіце-Гурне (пол. Wadowice Górne) — село в Польщі, у гміні Вадовіце-Гурне Мелецького повіту Підкарпатського воєводства.
Населення — 1138 осіб (2011).
У 1975-1998 роках село належало до Тарновського воєводства.

## Демографія
Демографічна структура станом на 31 березня 2011 року:
|          | Загалом | Допрацездатний вік | Працездатний вік | Постпрацездатний вік |
| -------- | ------- | ------------------ | ---------------- | -------------------- |
| Чоловіки | 580     | 161                | 358              | 61                   |
| Жінки    | 558     | 125                | 315              | 118                  |
| Разом    | 1138    | 286                | 673              | 179                  |